# Les Métairies
Les Métairies est une commune du Sud-Ouest de la France, située dans le département de la Charente (région Nouvelle-Aquitaine).

## Géographie

### Localisation et accès
Les Métairies est une commune de l'Ouest du département de la Charente qui s'étend à 3 km au nord de Jarnac et 26 km à l'ouest d'Angoulême. Elle est formée par la réunion d'un certain nombre de hameaux, qui dépendaient autrefois de la seigneurie de Jarnac. Elle est aussi à 11 km au sud-ouest de Rouillac et 13 km à l'est de Cognac.
Située 2 km au nord de la N 141, route Centre-Europe Atlantique entre Angoulême et Cognac qui contourne Jarnac, la commune est traversée du nord au sud par la D 736, route de Jarnac à Rouillac. La D 194 coupe transversalement cette route au lieu-dit Coursac où est située la mairie et va à l'ouest vers Réparsac. La D 194 mène au sud-est vers l'échangeur de Lautrait sur la N.141, à l'est de Jarnac.
La gare la plus proche est celle de Jarnac, desservie par des TER à destination d'Angoulême, Cognac, Saintes et Royan.

### Hameaux et lieux-dits

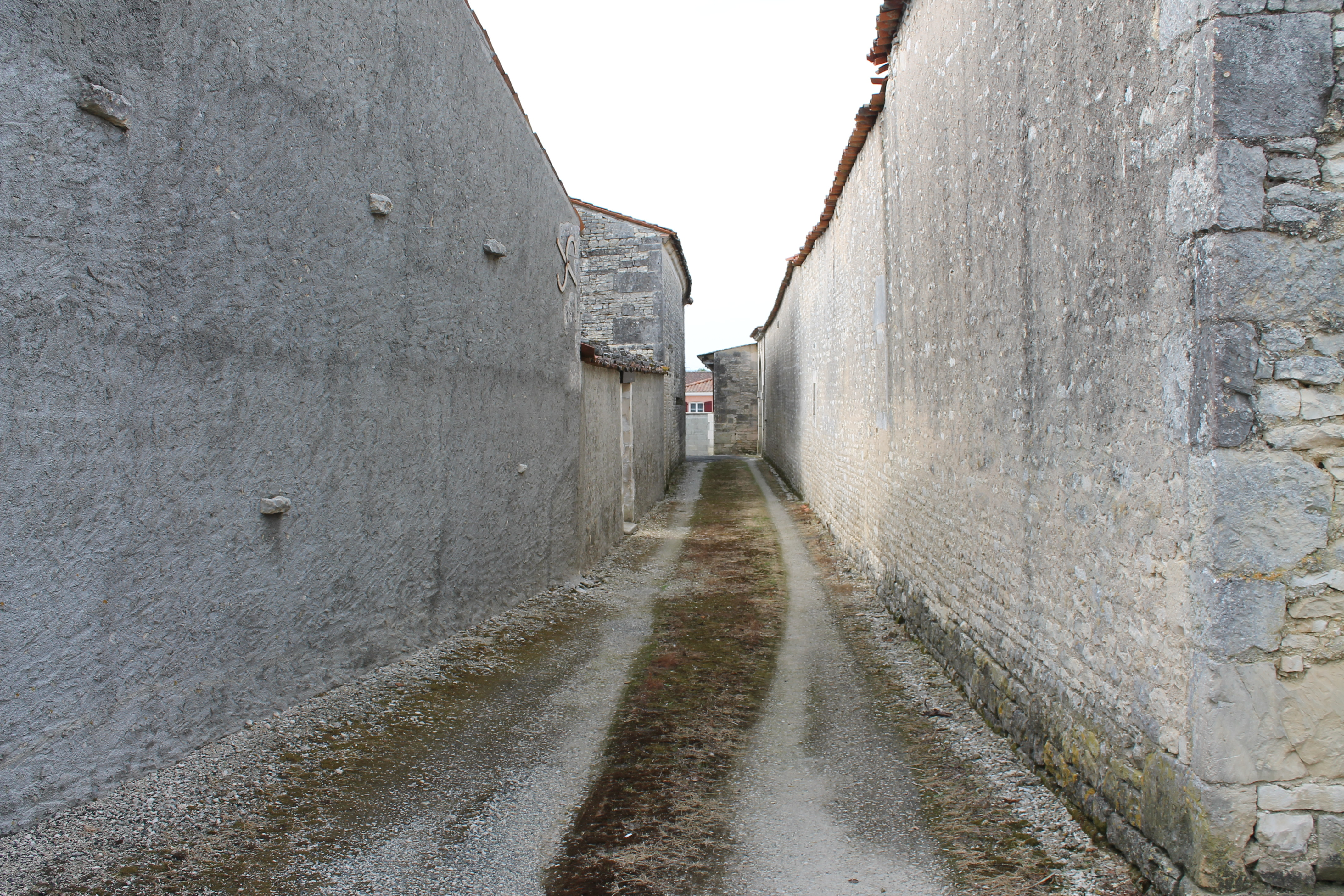
Vieille ruelle aux hauts de Champagnère.

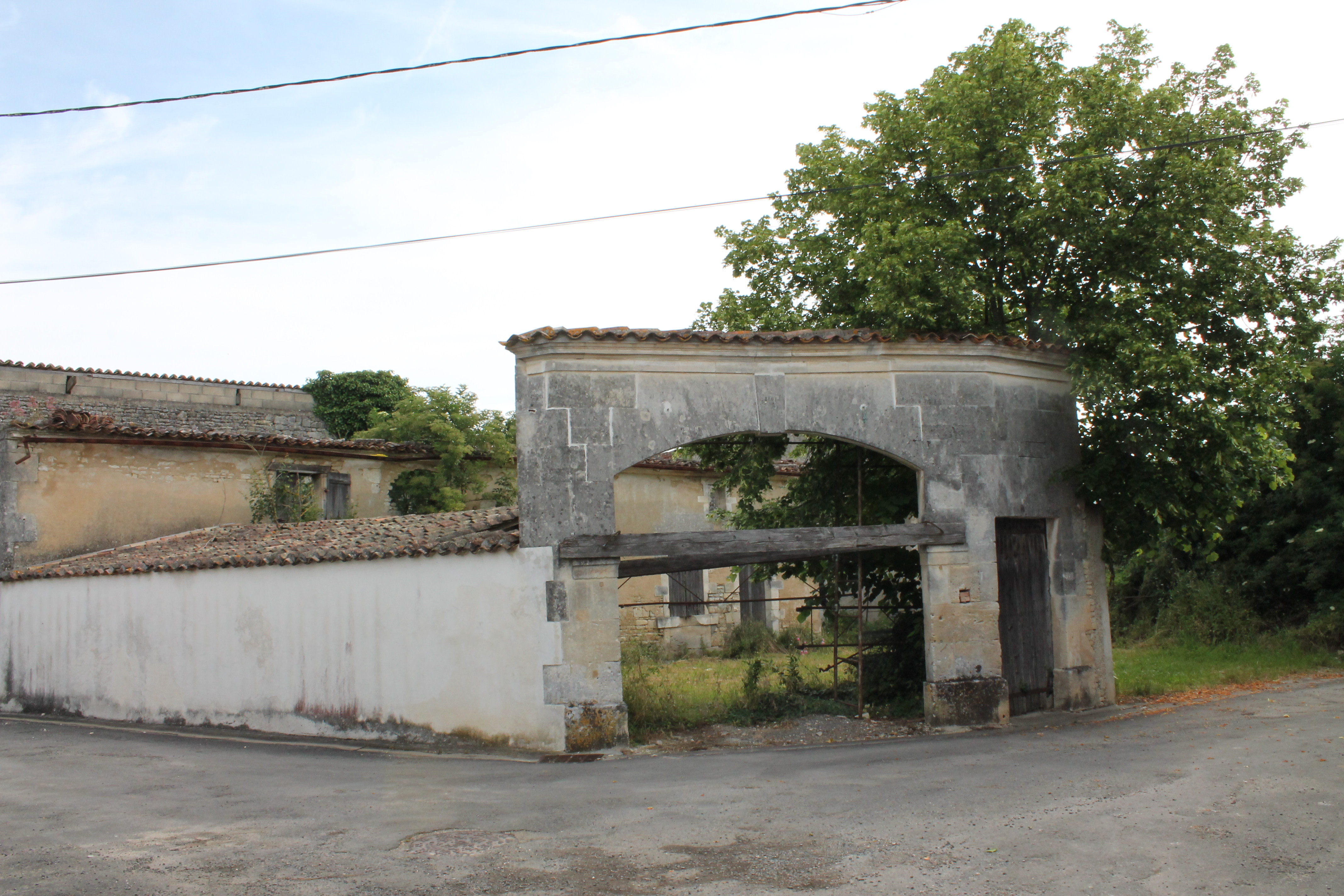
Un ancien chai.

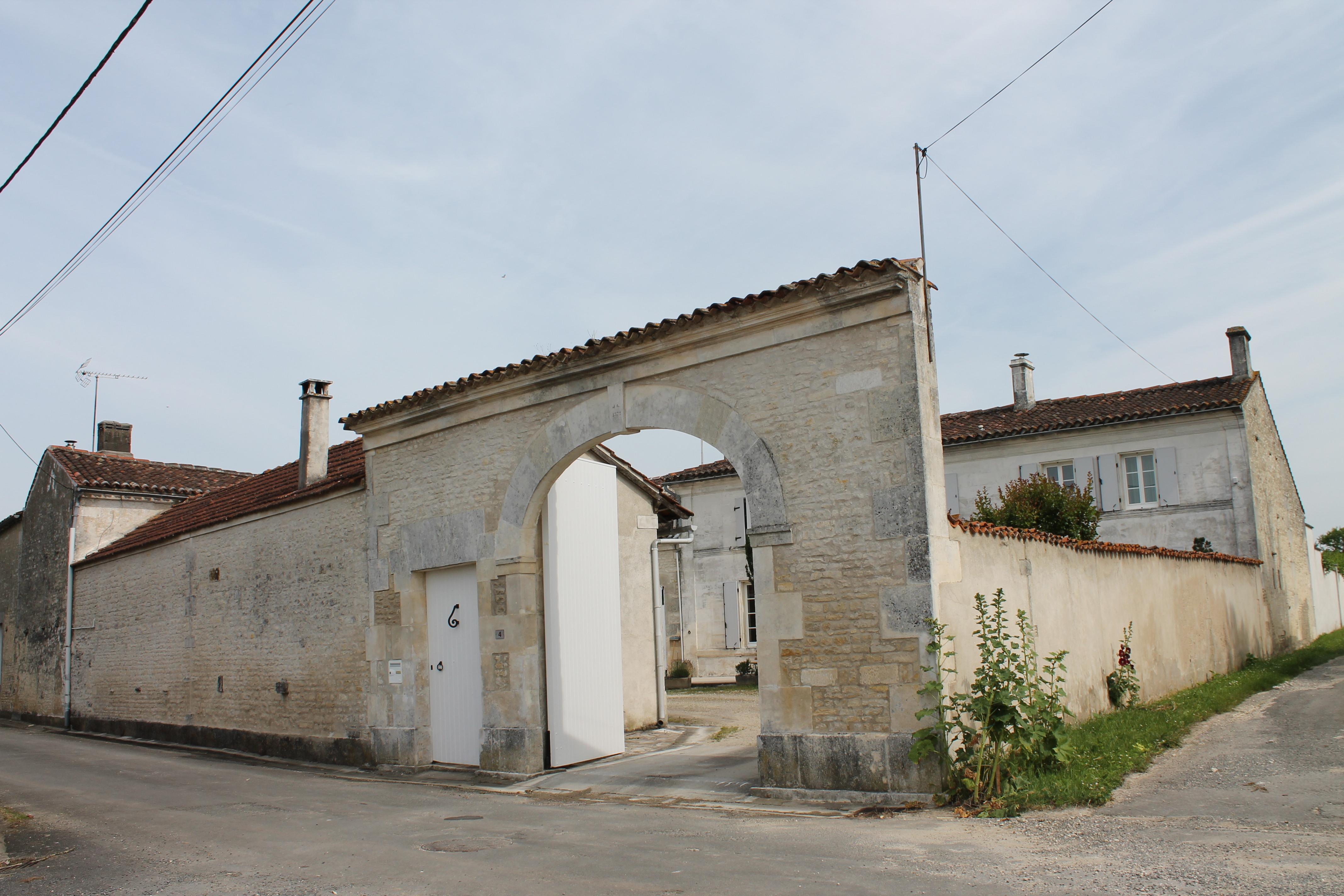
Une charmante demeure dans un ancien chai.

Aucun des hameaux composant Les Métairies ne porte le nom de la commune.
Le village de Coursac, "centre-bourg" de la commune, possède la mairie et l'école, et est situé à trois kilomètres de Jarnac.
Les autres hameaux de la commune sont Brassac et les Champagnères.
Les Métairies fait partie des trois communes de Charente à ne pas avoir d'église. Le culte est réuni à Jarnac.

### Communes limitrophes
|          | Sigogne       |            |
| Chassors | des Métairies | Foussignac |
|          | Jarnac        |            |

### Géologie et relief
Le sol de la commune est calcaire et appartient au Portlandien (Jurassique supérieur). Au sud d'une ligne Beurac-les Champagnères, on trouve le Purbeckien, ancienne zone lagunaire de la fin du Jurassique, marquant le début du Pays Bas à l'ouest, et riche en gypse,,.
Le relief est celui d'une plaine légèrement inclinée vers le sud, d'une altitude moyenne de 30 m. Le point culminant de la commune est à une altitude de 48 m, situé en limite nord, aux Chagnasses. Le point le plus bas est à 17 m, situé en limite sud.

### Hydrographie

#### Réseau hydrographique

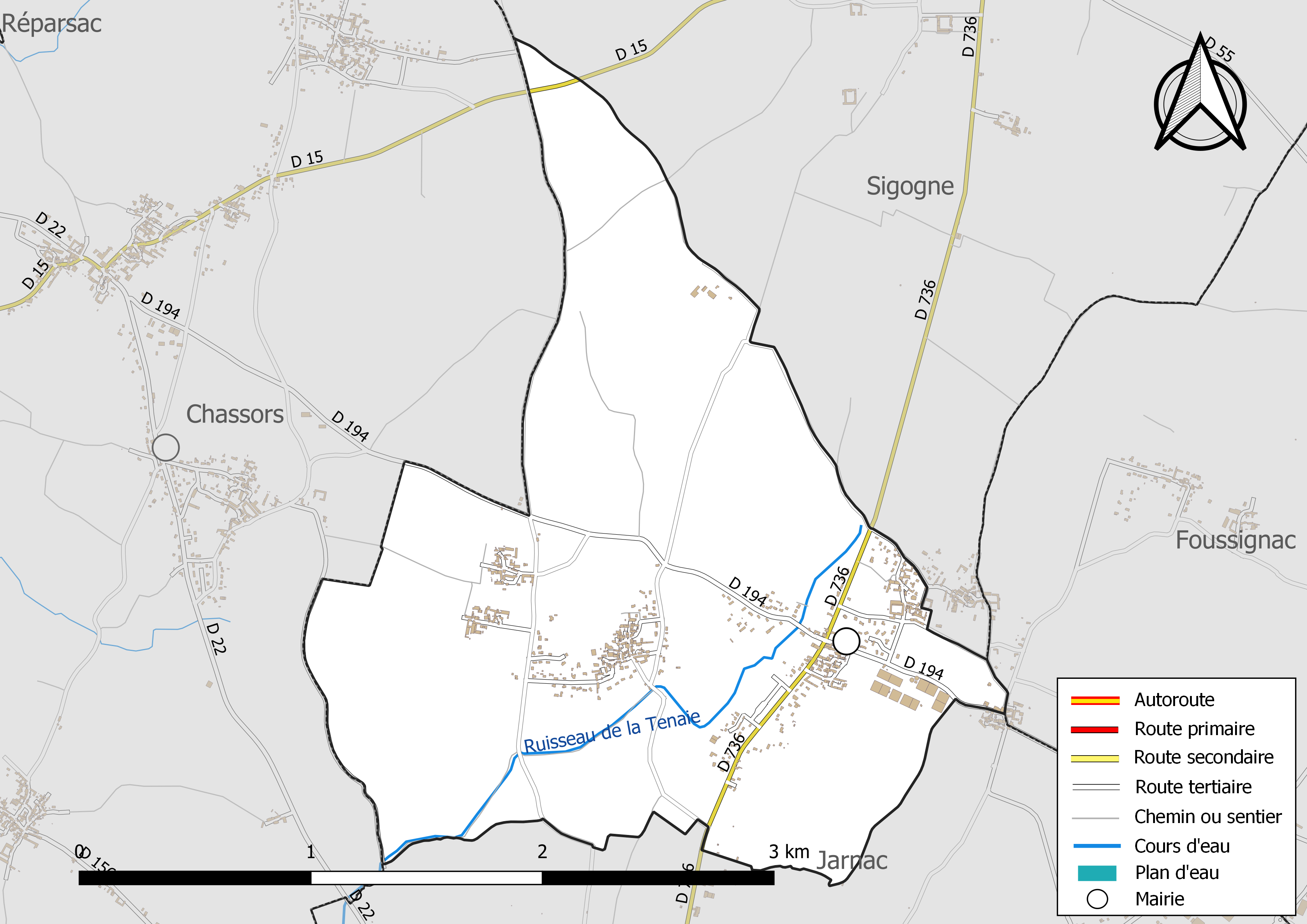
Réseaux hydrographique et routier des Métairies.

La commune est située dans le bassin versant de la Charente au sein du Bassin Adour-Garonne. La commune est traversée du nord-est au sud-ouest par un petit affluent de la Charente, le ruisseau de la Tenaie, qui prend sa source près du hameau de la Treille,.

#### Gestion des eaux
Le territoire communal est couvert par le schéma d'aménagement et de gestion des eaux (SAGE) « Charente ». Ce document de planification, dont le territoire correspond au bassin de la Charente, d'une superficie de 9 300 km2, a été approuvé le 19 novembre 2019. La structure porteuse de l'élaboration et de la mise en œuvre est l'établissement public territorial de bassin Charente. Il définit sur son territoire les objectifs généraux d’utilisation, de mise en valeur et de protection quantitative et qualitative des ressources en eau superficielle et souterraine, en respect des objectifs de qualité définis dans le troisième SDAGE  du Bassin Adour-Garonne qui couvre la période 2022-2027, approuvé le 10 mars 2022.

### Climat
Comme dans les trois quarts sud et ouest du département, le climat est océanique aquitain.

## Urbanisme

### Typologie
Au 1er janvier 2024, Les Métairies est catégorisée commune rurale à habitat dispersé, selon la nouvelle grille communale de densité à 7 niveaux définie par l'Insee en 2022.
Elle est située hors unité urbaine. Par ailleurs la commune fait partie de l'aire d'attraction de Cognac, dont elle est une commune de la couronne,. Cette aire, qui regroupe 44 communes, est catégorisée dans les aires de 50 000 à moins de 200 000 habitants,.

### Occupation des sols
L'occupation des sols de la commune, telle qu'elle ressort de la base de données européenne d’occupation biophysique des sols Corine Land Cover (CLC), est marquée par l'importance des territoires agricoles (83,9 % en 2018), en diminution par rapport à 1990 (90,5 %). La répartition détaillée en 2018 est la suivante : 
cultures permanentes (48,1 %), zones agricoles hétérogènes (19,2 %), terres arables (16,6 %), zones urbanisées (16,1 %). L'évolution de l’occupation des sols de la commune et de ses infrastructures peut être observée sur les différentes représentations cartographiques du territoire : la carte de Cassini (XVIIIe siècle), la carte d'état-major (1820-1866) et les cartes ou photos aériennes de l'IGN pour la période actuelle (1950 à aujourd'hui).

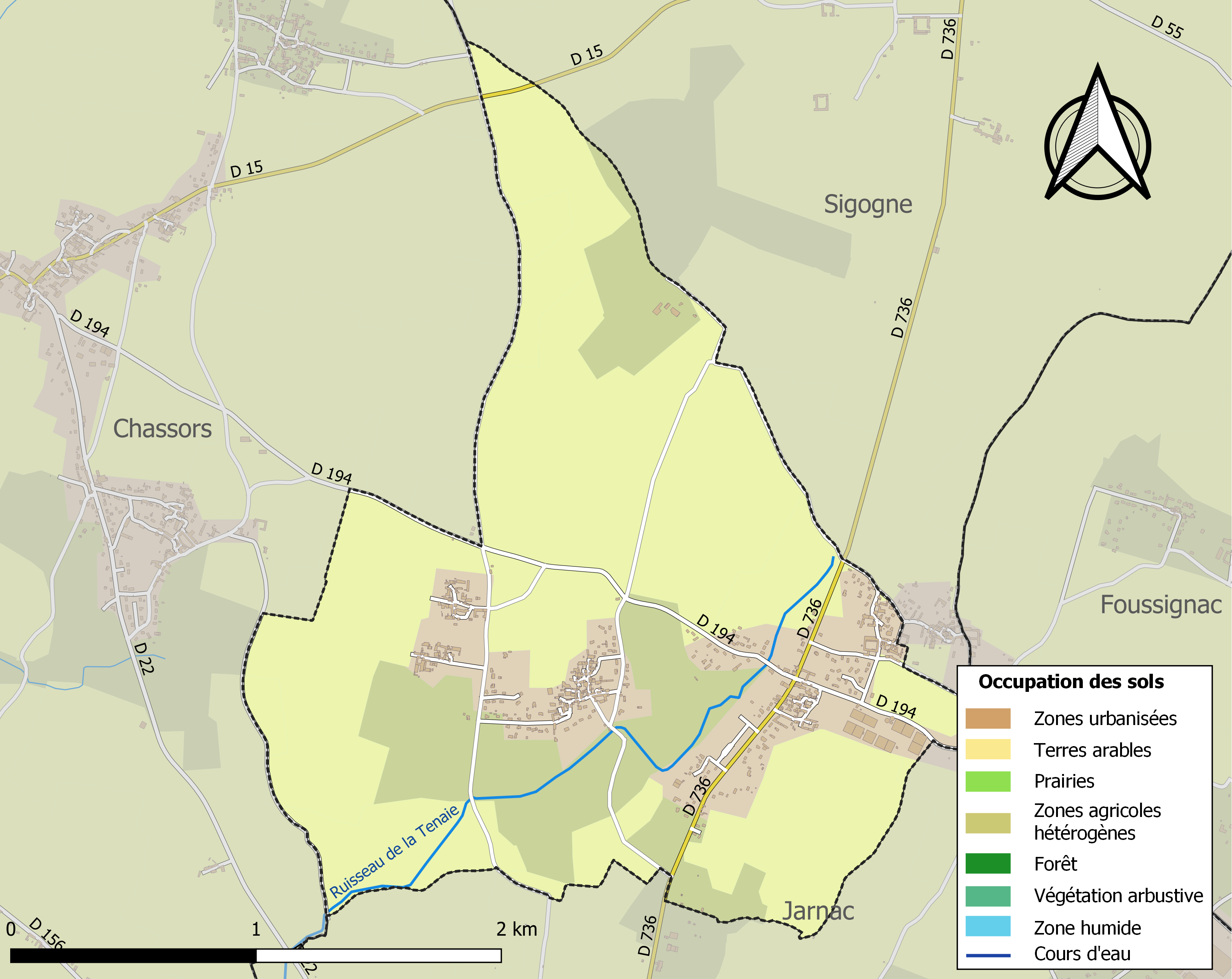
Carte des infrastructures et de l'occupation des sols de la commune en 2018 (CLC).

### Risques majeurs
Le territoire de la commune des Métairies est vulnérable à différents aléas naturels : météorologiques (tempête, orage, neige, grand froid, canicule ou sécheresse) et séisme (sismicité modérée). Il est également exposé à un risque technologique, le transport de matières dangereuses. Un site publié par le BRGM permet d'évaluer simplement et rapidement les risques d'un bien localisé soit par son adresse soit par le numéro de sa parcelle.

#### Risques naturels

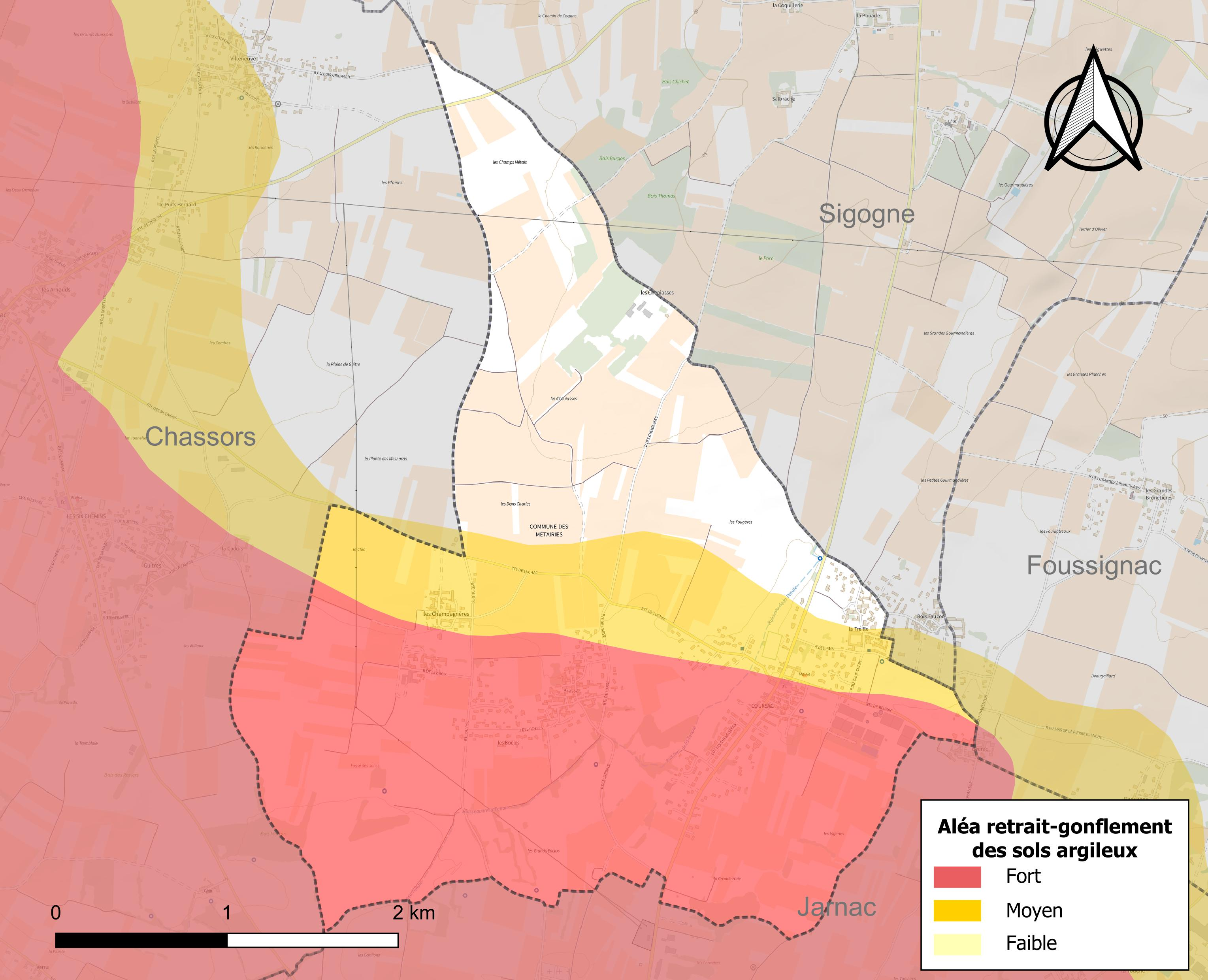
Carte des zones d'aléa retrait-gonflement des sols argileux des Métairies.

Le retrait-gonflement des sols argileux est susceptible d'engendrer des dommages importants aux bâtiments en cas d’alternance de périodes de sécheresse et de pluie. 68,5 % de la superficie communale est en aléa moyen ou fort (67,4 % au niveau départemental et 48,5 % au niveau national). Sur les 319 bâtiments dénombrés sur la commune en 2019, 295 sont en aléa moyen ou fort, soit 92 %, à comparer aux 81 % au niveau départemental et 54 % au niveau national. Une cartographie de l'exposition du territoire national au retrait gonflement des sols argileux est disponible sur le site du BRGM,.
Par ailleurs, afin de mieux appréhender le risque d’affaissement de terrain, l'inventaire national des cavités souterraines permet de localiser celles situées sur la commune.
La commune a été reconnue en état de catastrophe naturelle au titre des dommages causés par les inondations et coulées de boue survenues en 1982, 1999 et 2016. Concernant les mouvements de terrains, la commune a été reconnue en état de catastrophe naturelle au titre des dommages causés par la sécheresse en 1996, 2002 et 2009 et par des mouvements de terrain en 1999.

#### Risques technologiques
Le risque de transport de matières dangereuses sur la commune est lié à sa traversée par une ou des infrastructures routières ou ferroviaires importantes ou la présence d'une canalisation de transport d'hydrocarbures. Un accident se produisant sur de telles infrastructures est susceptible d’avoir des effets graves sur les biens, les personnes ou l'environnement, selon la nature du matériau transporté. Des dispositions d’urbanisme peuvent être préconisées en conséquence.

## Toponymie
L'origine du nom des Métairies provient du mot français métairie désignant une ferme ou exploitation agricole à régime spécial. Plusieurs villages ou hameaux ont ce nom en France, dans le Sud-Ouest et le Nord-Est.
Il pourrait s'agir d'exploitations créées vers le XVe ou XVIe siècle.

## Histoire
Le lieudit la Motte à Peljeau (ou Poljeau) est soit un tumulus soit une motte féodale, haut d'environ sept mètres sur un diamètre de dix mètres à la base, qui s'élève à l'extrémité d'un camp supposé romain assez bien conservé ; il a ensuite servi de base au moulin de Peljeau,,.
Les Métairies est formée par la réunion d'un certain nombre de hameaux, qui dépendaient au Moyen Âge et sous l'Ancien Régime de la seigneurie de Jarnac.
Pendant la première moitié du XXe siècle, la commune était desservie par la petite ligne ferroviaire d'intérêt local à voie métrique des Chemins de fer économiques des Charentes allant de Saint-Angeau à Segonzac, et qui passait par Mansle, Rouillac et Jarnac. La station était à Coursac.

## Administration
| Période                                  | Période  | Identité         | Étiquette | Qualité |
| ---------------------------------------- | -------- | ---------------- | --------- | ------- |
| Les données manquantes sont à compléter. |          |                  |           |         |
| avant 1988                               | ?        | Gilbert Pichon   |           |         |
| depuis 2001                              | 2020     | Bertrand Laurent | SE        | Artisan |
| 2020                                     | En cours | Jean-Luc Marin   |           |         |

### Fiscalité
La fiscalité en 2007 est d'un taux de 21,52 % sur le bâti, 35,83 % sur le non bâti, et 6,95 %  pour la taxe d'habitation.
La communauté de communes de Jarnac prélève la taxe professionnelle au taux 10,26 %.

## Démographie

### Évolution démographique
L'évolution du nombre d'habitants est connue à travers les recensements de la population effectués dans la commune depuis 1793. Pour les communes de moins de 10 000 habitants, une enquête de recensement portant sur toute la population est réalisée tous les cinq ans, les populations de référence des années intermédiaires étant quant à elles estimées par interpolation ou extrapolation. Pour la commune, le premier recensement exhaustif entrant dans le cadre du nouveau dispositif a été réalisé en 2004.

En 2022, la commune comptait 714 habitants, en évolution de −2,59 % par rapport à 2016 (Charente : −0,48 %, France hors Mayotte : +2,11 %).
| 1793 | 1800 | 1806 | 1821 | 1831 | 1841 | 1846 | 1851 | 1856 |
| ---- | ---- | ---- | ---- | ---- | ---- | ---- | ---- | ---- |
| 400  | 497  | 501  | 452  | 496  | 500  | 512  | 512  | 505  |

| 1861 | 1866 | 1872 | 1876 | 1881 | 1886 | 1891 | 1896 | 1901 |
| ---- | ---- | ---- | ---- | ---- | ---- | ---- | ---- | ---- |
| 495  | 520  | 517  | 475  | 435  | 415  | 409  | 403  | 418  |

| 1906 | 1911 | 1921 | 1926 | 1931 | 1936 | 1946 | 1954 | 1962 |
| ---- | ---- | ---- | ---- | ---- | ---- | ---- | ---- | ---- |
| 406  | 357  | 371  | 336  | 331  | 319  | 295  | 358  | 320  |

| 1968 | 1975 | 1982 | 1990 | 1999 | 2004 | 2006 | 2009 | 2014 |
| ---- | ---- | ---- | ---- | ---- | ---- | ---- | ---- | ---- |
| 318  | 384  | 416  | 533  | 530  | 504  | 501  | 594  | 699  |

| 2019 | 2022 | - | - | - | - | - | - | - |
| ---- | ---- | - | - | - | - | - | - | - |
| 716  | 714  | - | - | - | - | - | - | - |

En 2008, Les Métairies comptait 563 habitants  (soit une augmentation de 6,2 % par rapport à 1999). La commune occupait le 15 059e rang au niveau national, alors qu'elle était au 14 632e en 1999, et le 132e au niveau départemental sur 404 communes.

### Pyramide des âges
La population de la commune est relativement jeune.
En 2018, le taux de personnes d'un âge inférieur à 30 ans s'élève à 33 %, soit au-dessus de la moyenne départementale (30,2 %). À l'inverse, le taux de personnes d'âge supérieur à 60 ans est de 25,7 % la même année, alors qu'il est de 32,3 % au niveau départemental.
En 2018, la commune comptait 368 hommes pour 354 femmes, soit un taux de 50,97 % d'hommes, largement supérieur au taux départemental (48,41 %).
Les pyramides des âges de la commune et du département s'établissent comme suit.
| Hommes | Classe d’âge | Femmes |
| ------ | ------------ | ------ |
| 0,5    | 90 ou +      | 0,9    |
| 6,6    | 75-89 ans    | 5,1    |
| 19,2   | 60-74 ans    | 19,1   |
| 20,3   | 45-59 ans    | 20,2   |
| 19,5   | 30-44 ans    | 22,8   |
| 13,4   | 15-29 ans    | 14,0   |
| 20,5   | 0-14 ans     | 17,9   |

| Hommes | Classe d’âge | Femmes |
| ------ | ------------ | ------ |
| 1      | 90 ou +      | 2,7    |
| 9,2    | 75-89 ans    | 12     |
| 20,6   | 60-74 ans    | 21,3   |
| 20,7   | 45-59 ans    | 20,3   |
| 16,8   | 30-44 ans    | 16     |
| 15,6   | 15-29 ans    | 13,4   |
| 16,1   | 0-14 ans     | 14,3   |

## Économie

### Agriculture
La viticulture occupe une partie importante de l'activité agricole. La commune est classée dans les Fins Bois, dans la zone d'appellation d'origine contrôlée du cognac.

## Équipements, services et vie locale

### Enseignement
Les Métairies possède une école élémentaire publique comprenant deux classes. Le secteur du collège est Jarnac.

## Lieux et monuments
Cette commune, créée en 1790, sur celle de Jarnac, lui est restée annexée au point de vue du culte. Elle ne possède ni église, ni cimetière.
La Motte à Poljeau (ou Motte Paljean, Motte à Peljeau ou Motte Plate) est un tumulus, un camp qui date du néolithique, classée monument historique par arrêté du 17 février 1930. C'est aussi un édifice fortifié constitué d'un fossé et d'une motte datant soit de l'Antiquité, soit du haut Moyen Âge. Ce camp serait gaulois selon Delamain, romain selon Marvaud.

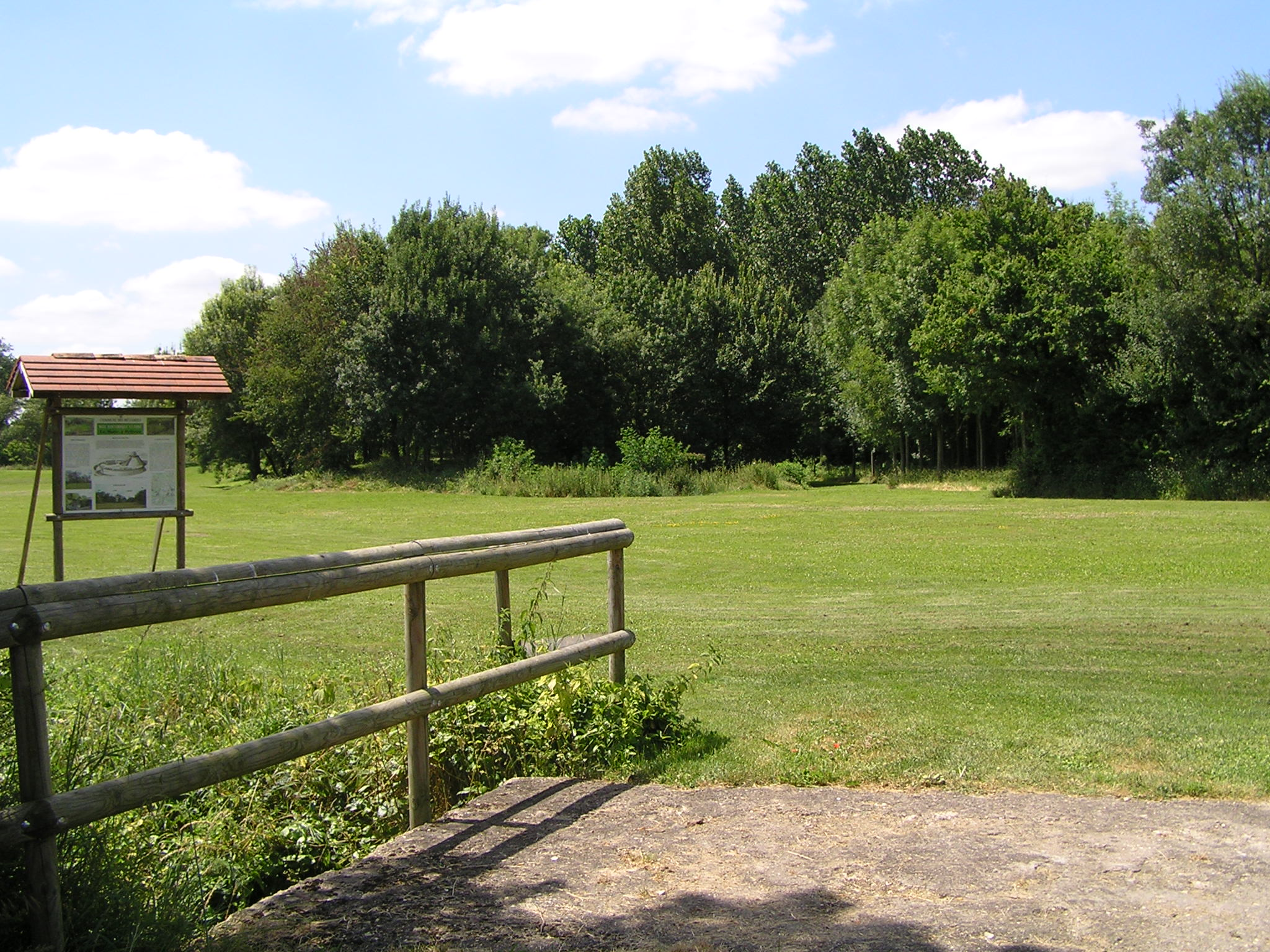
La Motte à Poljeau.
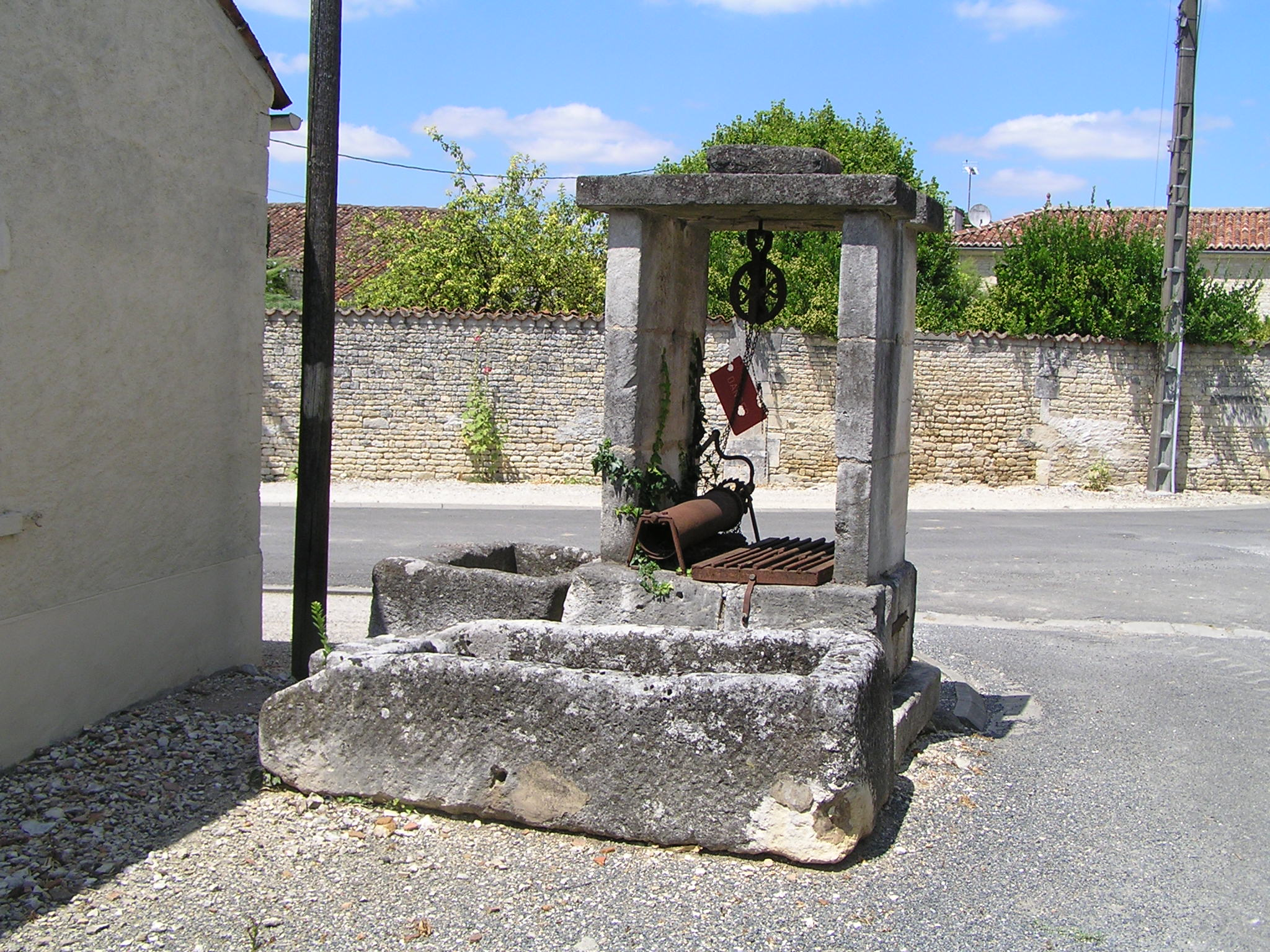
Puits et timbres.